# Stenobothrus eurasius
Stenobothrus eurasius är en insektsart som beskrevs av Zubovski 1898. Stenobothrus eurasius ingår i släktet Stenobothrus och familjen gräshoppor. IUCN kategoriserar arten globalt som sårbar.

## Underarter
Arten delas in i följande underarter:
- S. e. eurasius
- S. e. bohemicus
- S. e. hyalosuperficies
- S. e. macedonicus
- S. e. slovacus